# Iglesia de la Santísima Virgen María (Smaliani)
La iglesia de la Santísima Virgen María (en bielorruso: Касцёл Найсвяцейшай Дзевы Марыі; en polaco: Kościół Wniebowzięcia Najświętszej Maryi Panny) es un edificio religioso que pertenece a la Iglesia católica y se localiza en Smaliani, Bielorrusia.

## Historia
El monasterio dominicano fue fundado en 1680 por Teodora Sanguszko (originaria de la familia Sapieha). El primer complejo de edificios del monasterio se construyó con madera. En el siglo XVIII, en el lugar de los edificios mencionados, la familia Sanguszko fundó nuevos edificios religiosos, esta vez enteramente de ladrillo, en estilo barroco de Vilna. Según otros testimonios, la iglesia dominicana fue construida de ladrillo desde el inicio de su existencia, y en la segunda mitad del siglo XVIII sólo fue reconstruido. El monasterio funcionó hasta 1832, cuando fue cerrado por las autoridades zaristas tras el Levantamiento de Noviembre. La iglesia de Smaliani siguió funcionando como iglesia parroquial y en 1899 fue renovada. La iglesia permaneció en activo hasta la década de 1920, cuando fue cerrada al estár dentro de territorio de la Unión Soviética.
Hasta la Segunda Guerra Mundial, el complejo del monasterio estuvo vacío. Una vez finalizado el conflicto, se ubicaron allí los talleres y talleres del koljós de Smolensk. Después de 1989, los antiguos edificios dominicanos fueron nuevamente abandonados. Sin un anfitrión, poco a poco cayeron en ruinas.

## Arquitectura
El complejo del monasterio de Smaliani constaba de un edificio residencial de una sola planta para monjes y una iglesia. El edificio residencial fue construido en planta rectangular. 
La iglesia de la Santísima Virgen María es un templo de salón de tres naves y crucero en estilo barroco de Vilna. Había dos torres de tres pisos en la fachada de dos pisos. Además, la fachada estaba decorada con pilastras y cornisas. Entre los niveles superiores de las torres había un frontón con volutas.

## Galería

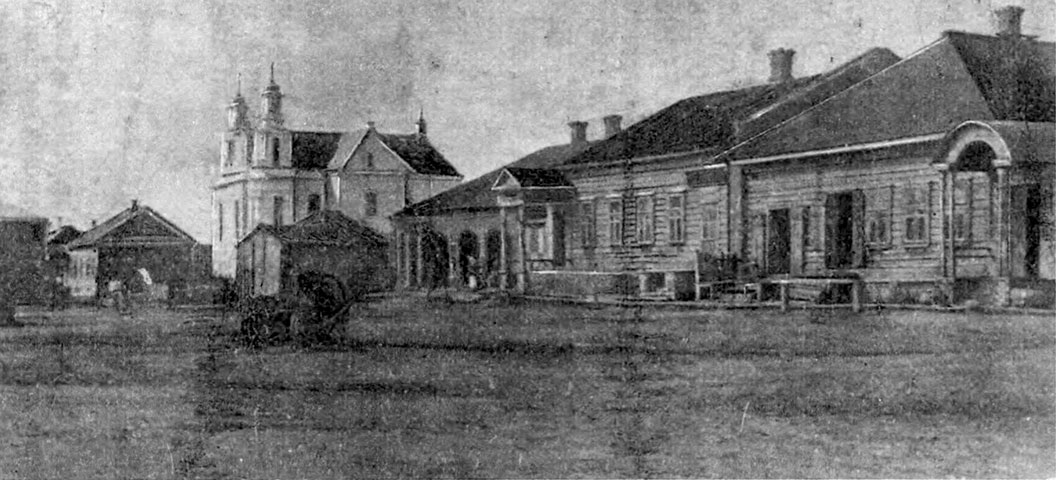
Iglesia antes de 1918
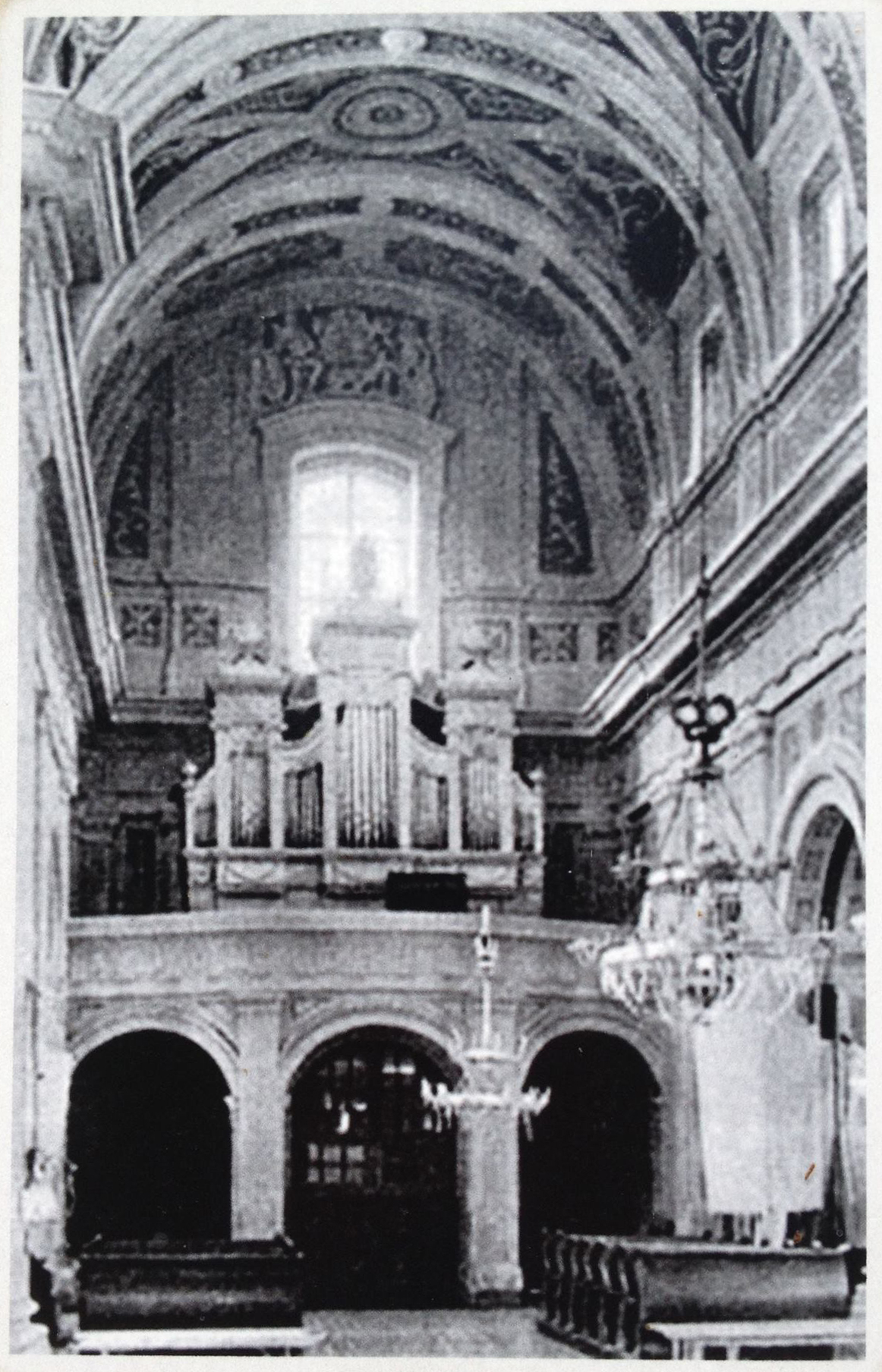
Interior antes de 1918
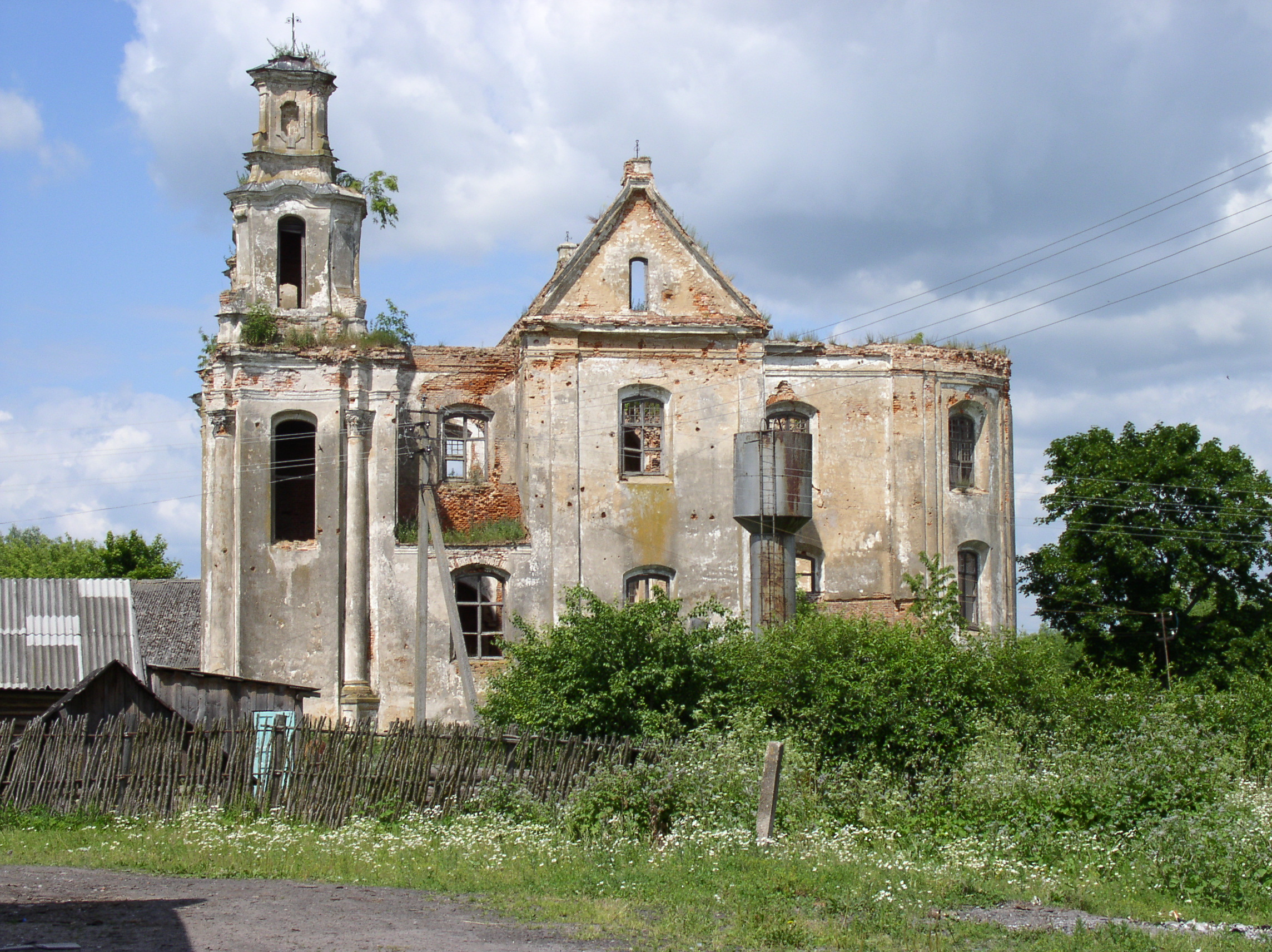
Vista lateral
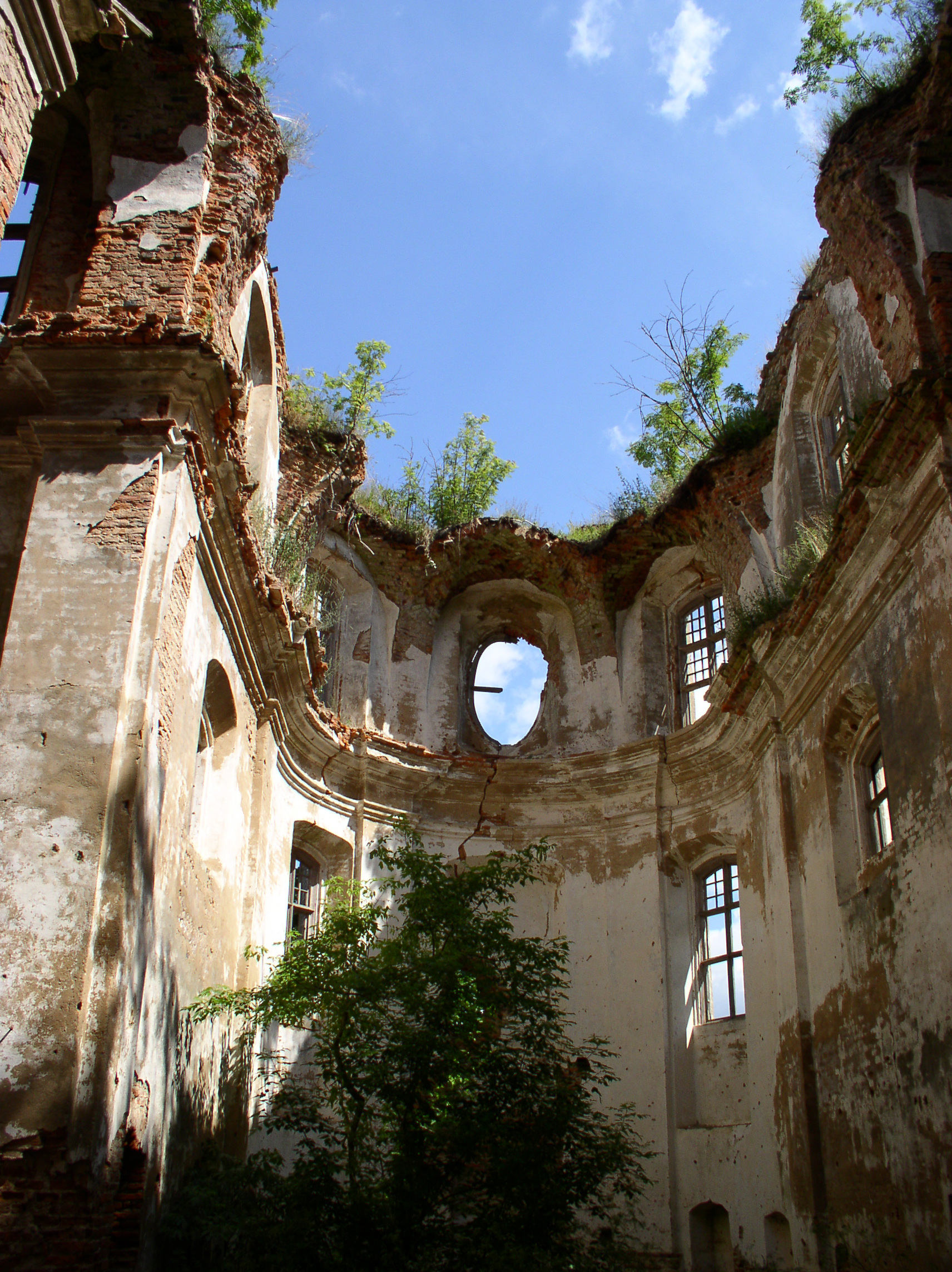
Interior de la iglesia